# 羅基特尼齊亞 (弗拉基米爾-沃倫斯基區)
50°49′19″N 24°3′37″E / 50.82194°N 24.06028°E
羅基特尼齊亞（烏克蘭語：Рокитниця），是烏克蘭西北部的村莊，隸屬沃倫州的沃洛德米爾區。該村始建於1570年，面積0.4平方公里，海拔高度182米，2001年人口187，人口密度每平方公里467.5人。